# Bourse de Rome

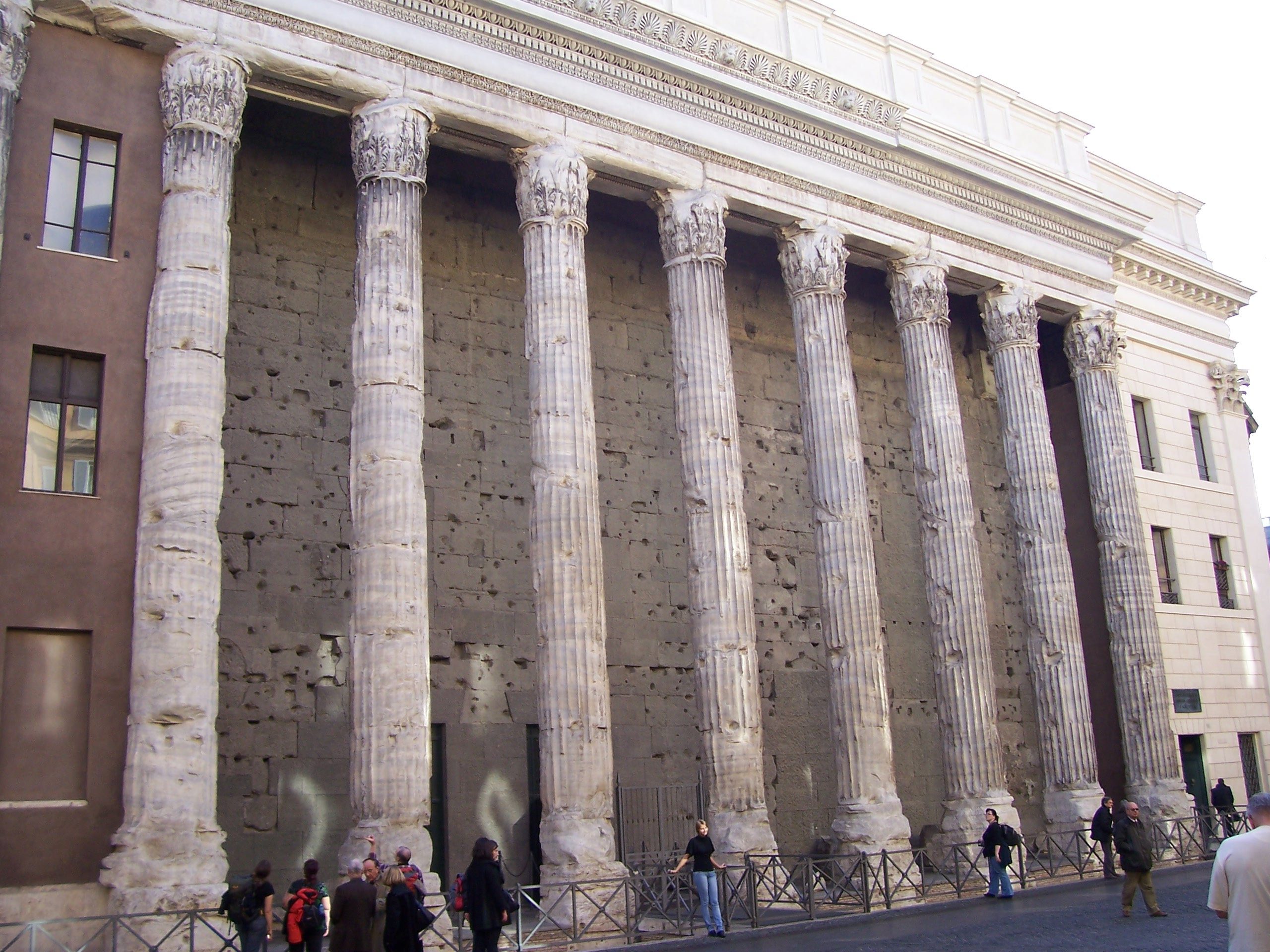
Le Temple d'Hadrien, ancien siège de la Bourse.

La Bourse de Rome a été un des marchés officiels des actions en Italie. Elle fut instituée à Rome le 24 décembre 1802 et elle est donc la troisième bourse par ordre chronologique, après celle de Venise (fondée en 1630) et celle de Trieste (en 1775), et la seconde place financière italienne par ordre d'importance après la Bourse de Milan. En 1997, toutes les bourses italiennes sont réunis en un organisme unique, la Bourse d'Italie.

## Histoire
La bourse des valeurs de Rome fut fondée par les États pontificaux le 24 décembre 1802 et son premier siège fut l’Archiginnasio della Sapienza (actuel Université de Rome « La Sapienza »). Les échanges étaient à l'origine très modestes et limitées aux titres obligataires. Les opérateurs du marché étaient des petits banquiers romains de telle sorte que dix ans après son inauguration, en 1812, seulement dix-neuf personnes y étaient inscrites.
Dans les années 1820, la Bourse pris pour nouveau siège le Palazzo Valentini (qui devint après 1873 le siège de la Province de Rome puis de la Ville métropolitaine de Rome Capitale) avant d'être transférée en 1831 à l'intérieur du Temple d'Hadrien. La Bourse gagnant de l'importance, la Chambre de Commerce de Rome décide en 1832 de rédiger un plan de développement à son propos prévoyant la mise en place d'une commission de surveillance sur les opérations boursières. En septembre 1836, la Chambre de Commerce constitue un nouveau règlement boursier mettant en place un « député de bourse », personne ayant pour charge de présider, surveiller et réguler les actions de la bourse.
En 1870, après l'unification de l'Italie, la bourse début un processus de normalisation pour se rapprocher des traités commerciaux en vigueur dans le reste de l'Europe. En 1925, elle compte 39 agents boursiers, ce nombre augmentant jusqu'en 1969 quand il atteint 70 employés.
Au cours du XXe siècle, la place boursière de Rome se spécialise dans les emprunts d’État et dans les actions sur les entreprises cotés en bourse. Une enquête du Sénat de la République révèle que 12 % des actions et 17,2 % des emprunts d'état de tous le pays étaient contractés à la Bourse de Rome.
Finalement, en 1997, toutes les bourses italiennes sont réunies en un organisme unique, la Bourse d'Italie, dont le siège est basé à Milan.

## Sources
- (it) Cet article est partiellement ou en totalité issu de l’article de Wikipédia en italien intitulé « Borsa di Roma » (voir la liste des auteurs).